# Dendrocalamus giganteus
Dendrocalamus giganteus är en gräsart som beskrevs av William Munro. Dendrocalamus giganteus ingår i släktet Dendrocalamus och familjen gräs. Inga underarter finns listade i Catalogue of Life.

## Bildgalleri

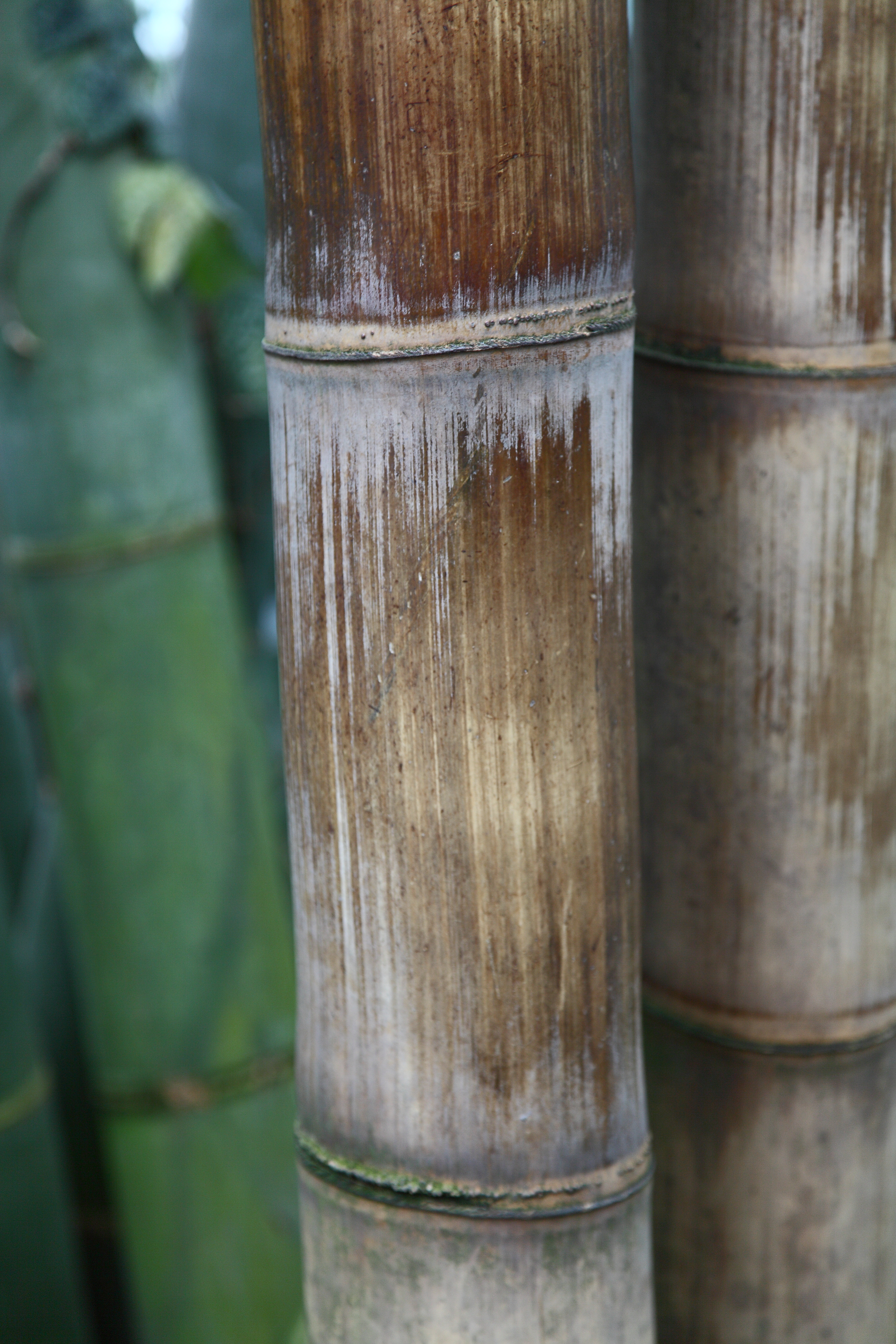
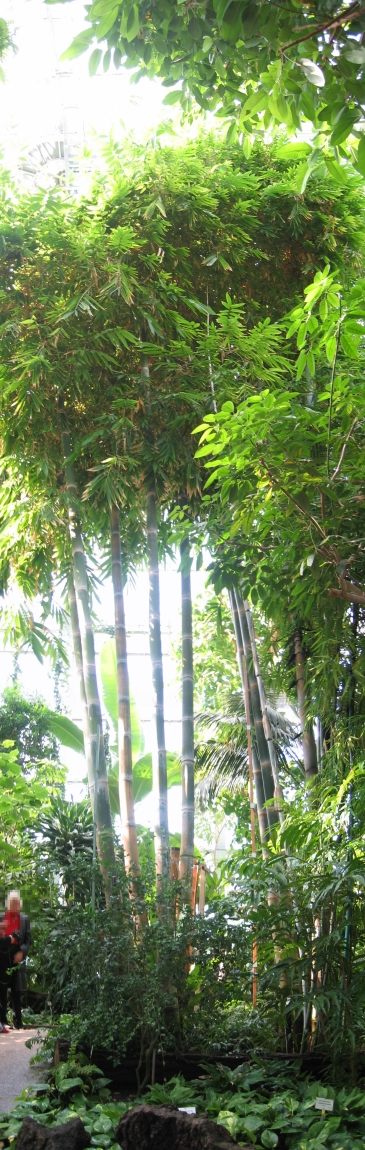
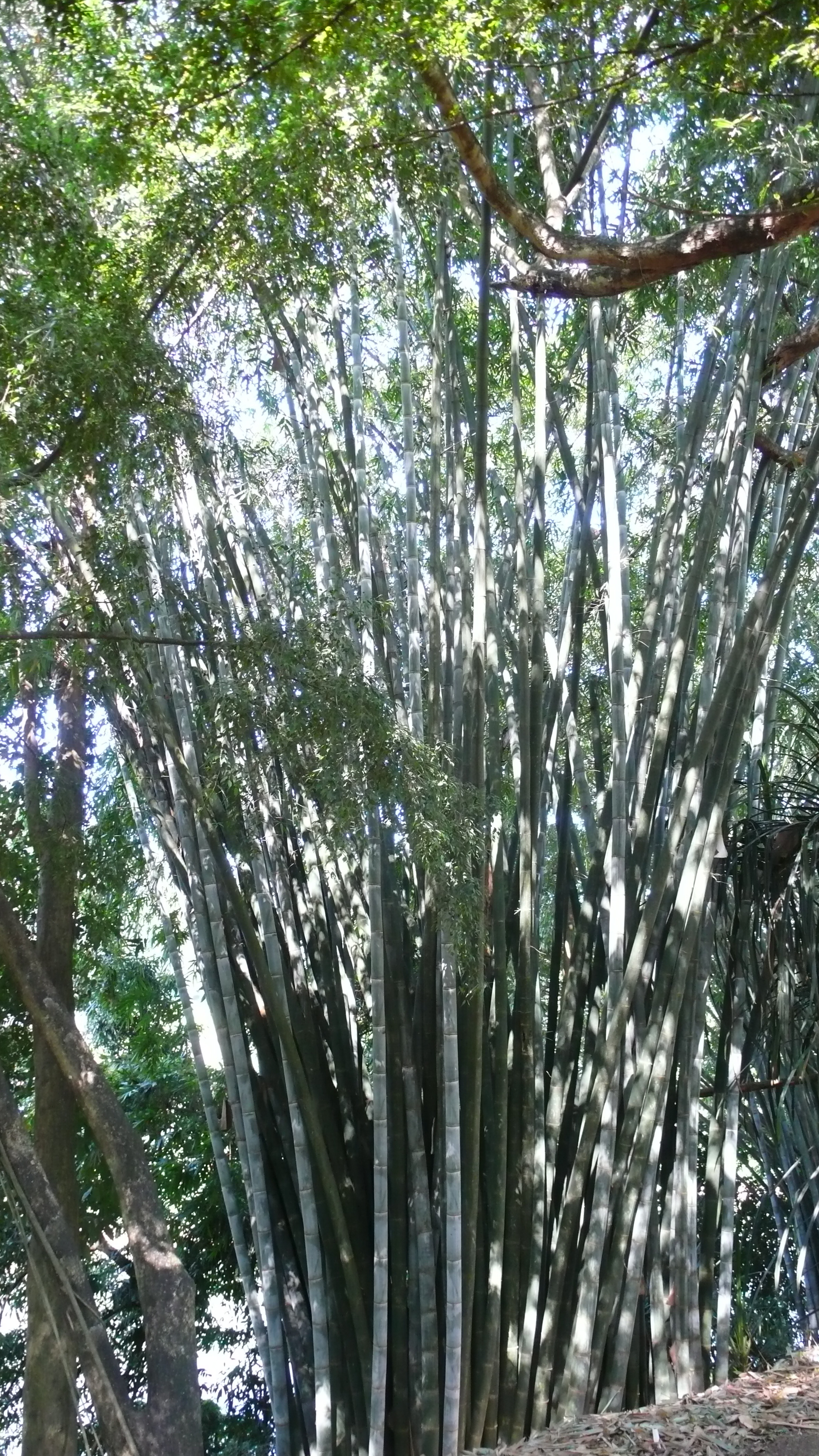
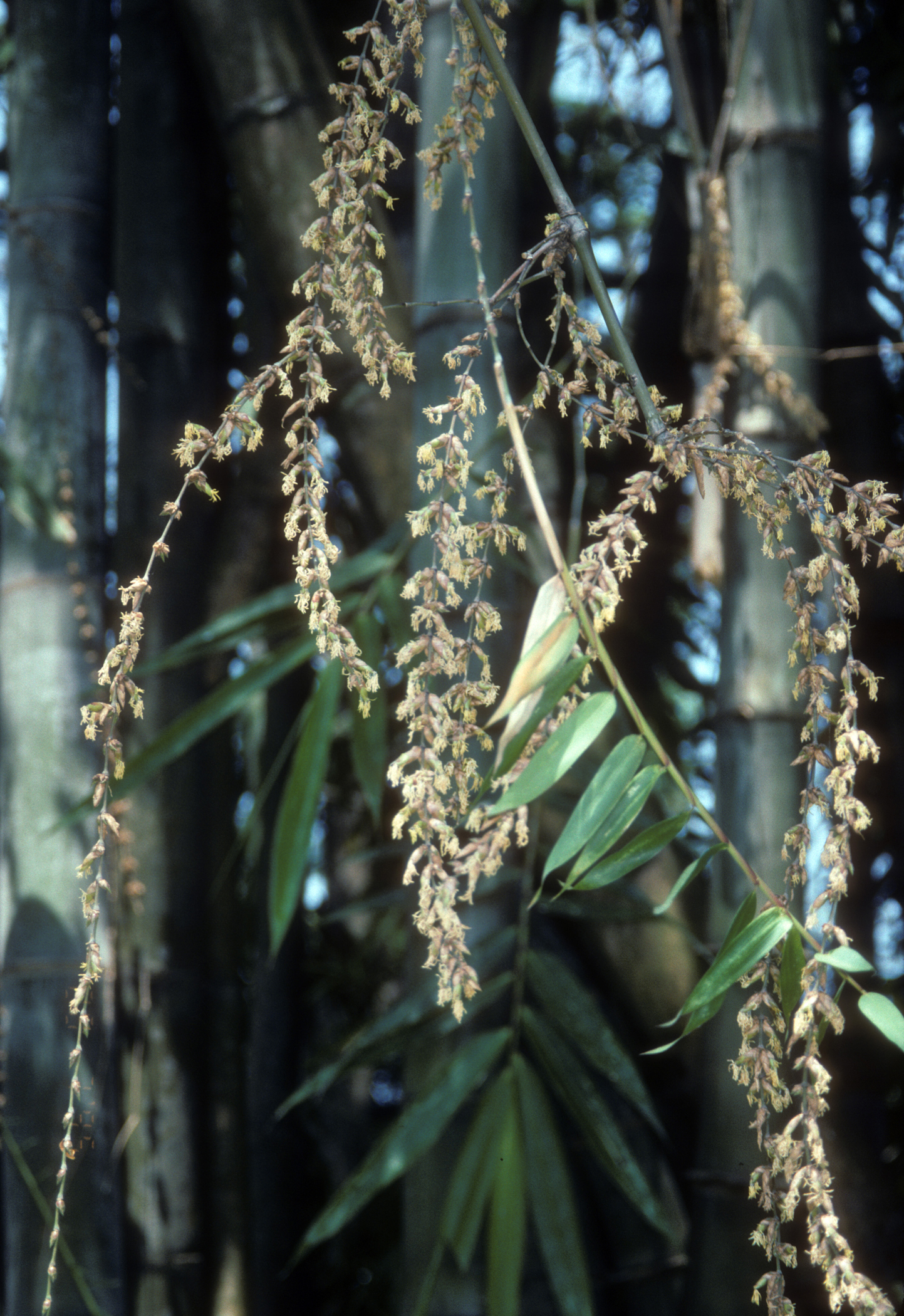
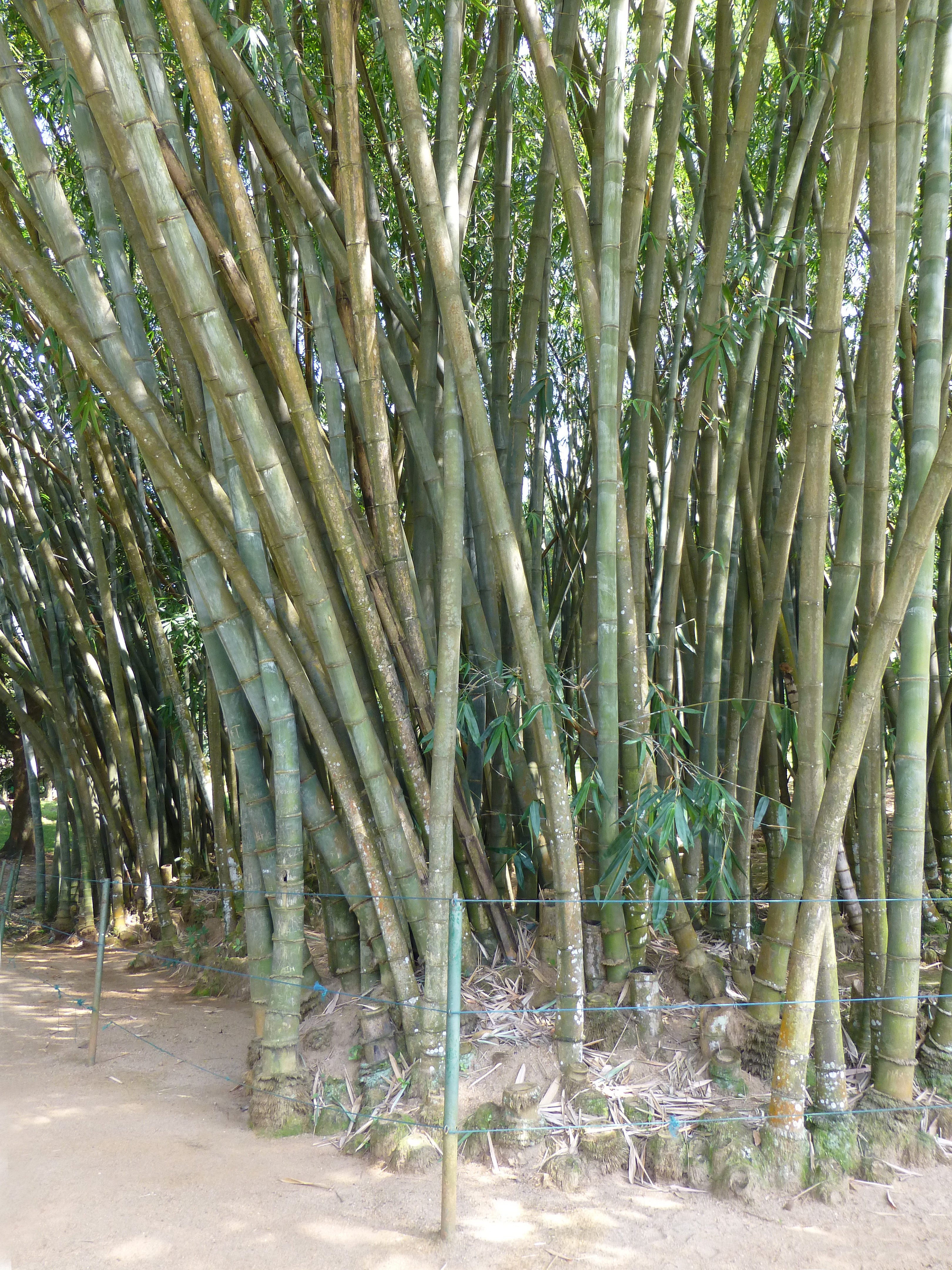
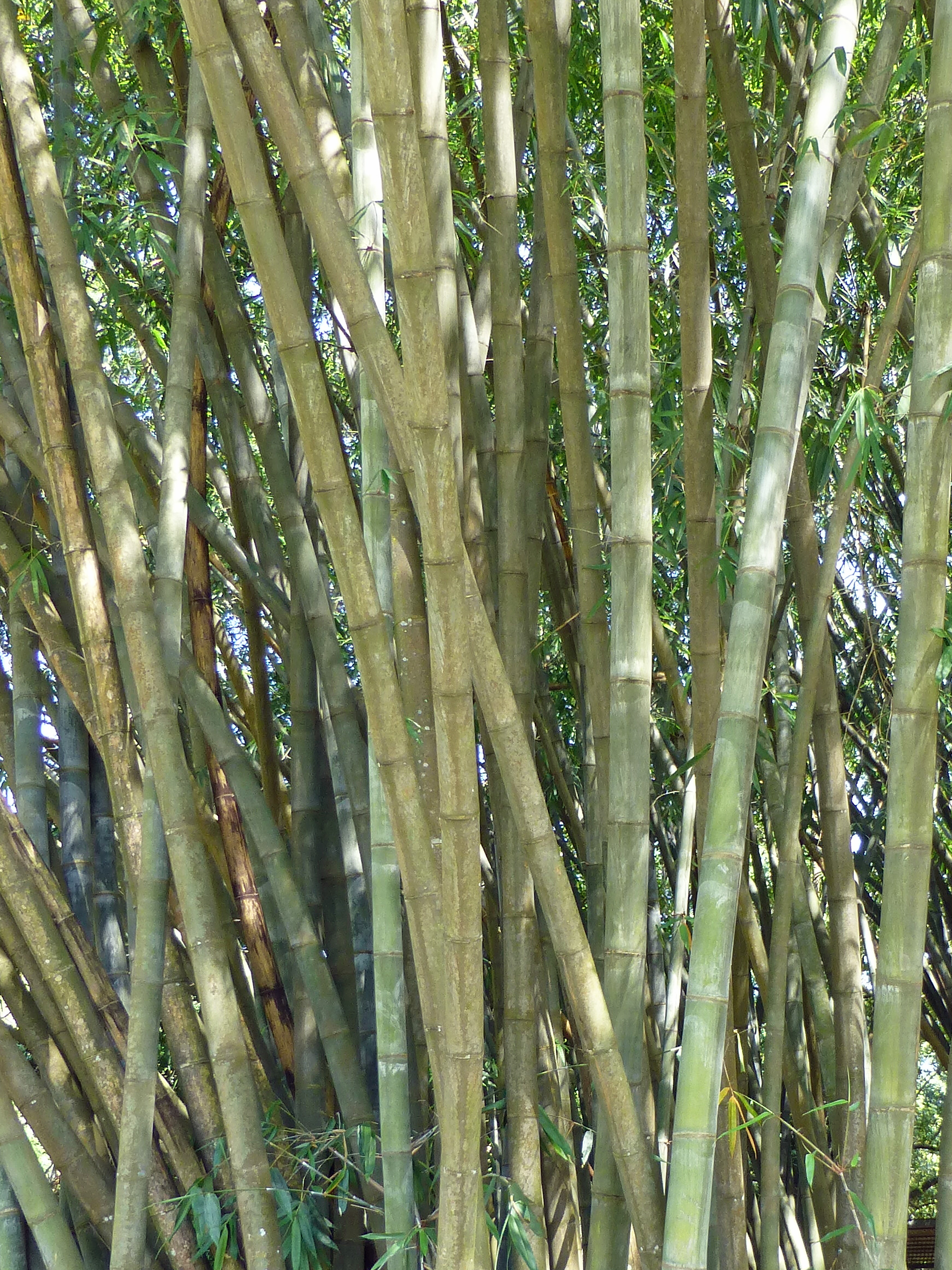